# Hommage à la République

Hommage à la République magazine est un magazine camerounais créé par un éditeur privé en 2015. Publié à fréquence trimestrielle, il commente les affaires de la République du Cameroun. C'est un magazine analytique dont les articles sont produits en français et en anglais, les deux langues officielles du Cameroun.

## Histoire
Fin 2015, le Directeur de Publication Adrien Bonny Eboumbou, met sur le marché de la presse le tout premier numéro du magazine. L'objectif qui sous-tend cette initiative est de promouvoir les valeurs républicaines. En juin 2017, le trimestriel a célébré son second anniversaire.

## Distribution
Le magazine Hommage à la République est distribué par Messapresse, filiale du groupe français Presstalis. En version numérique, il est commercialisé par le kiosque en ligne camerounais Keyopress.